# Batalla en el lago helado de Vänern
La batalla en el lago helado de Vänern es un evento protohistórico y semi-legendario que tuvo lugar en el siglo VI (hacia 530, periodo conocido como Era de Vendel) y se encuentra registrado en el poema épico Beowulf y las sagas nórdicas Skáldskaparmál (cap. 44), saga Ynglinga (cap. 29) y saga Skjöldunga.

## Beowulf
El rey de los suiones (suecos) Ohthere (Ottar Vendelkråka, que a menudo se menciona como el primer monarca histórico de Suecia), había muerto y su hermano menor Onela usurpó el trono. Los hijos de Ohthere, Eanmund y Eadgils (Adils) escaparon hacia Götaland y pidieron refugio al rey Heardred. Onela aprovechó para atacar a los gautas y mató a Eanmund y Heardred. Beowulf decidió vengar a su rey y ayudó al hermano superviviente, Eadgils, a recuperar el trono de los suecos. En el campo de batalla, Eadgils mató a Onela.

## Sagas nórdicas
En las sagas nórdicas, no obstante, existen algunas variantes. El nombre de Onela aparece como Áli hinn upplenzki (Onela de Uppland) pero se confunde el territorio sueco de Uppland, con la región de Oppland en Noruega y Onela aparece como rey noruego. En Skáldskaparmál de Snorri Sturluson la batalla aparece en dos versos. En la primera cita, Snorri menciona un poema fragmentario llamado Kálfsvísa:
| Vésteinn Vali, en Vífill Stúfi, Meinþjófr Mói, en Morginn Vakri, Áli Hrafni, er til íss riðu, en annarr austr und Aðilsi grár hvarfaði, geiri undaðr. | Vésteinn cabalgó a Valr, Y Vifill cabalgó a Stúfr; Meinthjófr cabalgó a Mór, Y Morginn sobre Vakr ("vigilante o ágil"); Áli cabaló a Hrafn, Aquellos que cabalgaron sobre el hielo: Pero otro, hacia el sur, Bajo Adils, Uno gris, vagaba, Herido por una lanza. |  |

En la segunda cita, Snorri relata:
Decidieron luchar sobre el hielo de las aguas llamadas Vänern <..> En esta lucha contra el rey Áli murió y muchos de su pueblo. A continuación, el rey Adils tomó de él su casco Hildisvín (jabalí de batalla)  y su caballo Hrafn.
En la saga Ynglinga, Snorri menciona que el rey Adils (Eadgils) luchó en cruentas batallas contra el rey noruego Áli hin upplenzki, una de esas batallas sobre el hielo del lago Vänern, donde Áli pereció y venció Adils. Snorri detalla que hay mucho sobre el relato en la saga Skjöldunga y que Adils tomó a Hrafn (Cuervo), el caballo de Áli.
La saga Skjöldunga se ha perdido, pero a finales del siglo XVI, Arngrímur Jónsson salvó parte de la información de la saga en latín. Escribió:
Hubo enemistad entre el rey Adils de Suecia y el rey noruego Áli de Oppland. Ambos decidieron luchar sobre el hielo del lago Vänern. Adils venció y tomó el yelmo, la cota de malla y el caballo del vencido.
Adils sería un rey afamado y aparece en legendarias historias de Hrólfr Kraki y en Gesta Danorum de Saxo Grammaticus. Según Snorri, está enterrado en Gamla Uppsala.

## Arqueología
Las citas sobre la batalla sobre el hielo contiene información precisa sobre la Era de Vendel, un periodo caracterizado por la figura de guerreros a caballo que luchaban con yelmos que incorporaban figuras de jabalí.
En la batalla sobre el hielo, se describen a los combatientes como tenaces jinetes aunque las citas tardías de vikingos y anglosajones mencionaban la lucha a pie. De todas formas, el yelmo de Onela se menciona como jabalí de batalla aunque ese tipo de yelmo ya no estaba en uso en la Era vikinga.